# Odontotrypes roborowskyi
Odontotrypes roborowskyi es una especie de coleóptero de la familia Geotrupidae.

## Distribución geográfica
Habita en Gansu y Qinghai en la (China).